# Klammer (Zeichen)
Klammern sind Zeichen oder Symbole, die meistens paarweise vor und hinter Teile eines Textes eingefügt werden. Durch diese als Klammerung bezeichnete Einfassung werden die Teile inhaltlich abgegrenzt oder funktionell verändert.
In der Schriftsprache dienen Klammern als Satzzeichen zur Gliederung der syntaktischen Form (siehe auch Parenthese). Eine großzügige Verwendung von Klammern gilt im deutschen Schriftsatz als schlechter Stil; Gedankenstriche oder die Auflösung von Schachtelsätzen werden meist bevorzugt. In anderen Sprachen, z. B. im Englischen, werden Klammern häufiger eingesetzt.
In der Mathematik drücken Klammern unter anderem einen Vorrang einer auszuführenden Rechenoperation vor anderen in der Rechenreihenfolge aus. Zum Beispiel ist das Ergebnis von {\displaystyle 10-(6-1)} gleich 5, da die Rechnung innerhalb der Klammer zuerst ausgeführt wird, {\displaystyle 10-6-1} ist dagegen gleich 3, da in diesem Fall von links nach rechts vorgegangen wird. In der höheren Mathematik dienen Klammern auch noch vielen anderen Zwecken, vor allem der Bezeichnung von Argumenten einer Funktion. Geschweifte, eckige und spitze Klammern haben in der Mathematik meist eine spezielle Bedeutung.
In ähnlicher Weise dienen Klammern auch in vielen Programmiersprachen zum Gruppieren von mehreren Arten von Programmelementen.
In den Naturwissenschaften dienen Klammern nicht nur mathematischen Rechenoperationen. In der Chemie dienen eckige Klammern zur Kennzeichnung von Konzentrationen. Zudem werden runde Klammern verwendet, wenn Naturkonstanten nicht genau gemessen werden können, aber abgeschätzt sind. Dazu wird an den Wert der Konstante in Klammern eine weitere Zahl angehängt – siehe dazu CODATA.

## Klammern in der Grammatik und Typografie
Gebräuchlich sind mehrere Arten von Klammern als Satzzeichen, welche fast ausschließlich paarig (also als öffnende und schließende Klammer) verwendet werden; die englischen Bezeichnungen unterscheiden sich im britischen (BE) und amerikanischen (AE) Englisch:
Vor einer öffnenden und nach einer schließenden Klammer wird stets ein Leerzeichen gesetzt (außer es folgt – wie hier – ein Satzzeichen oder die Klammer kennzeichnet Alternativen wie in Kolleg(inn)en), nach einer öffnenden und vor einer schließenden Klammer dagegen nicht. (Ein Satzpunkt steht vor einer schließenden Klammer nur dann, wenn ein kompletter Satz – wie hier – eingeklammert ist.)

### Runde Klammern
(…) : (griechisch/englisch: parentheses [AE] oder round brackets [BE]): die üblichen Klammern, wie sie im Fließtext verwendet werden, um Satzteile abzusondern und umschließend zusammenzufassen. Unicode: U+0028 und U+0029.

### Eckige Klammern
[…] : (englisch: brackets [AE] oder square brackets [BE]): Diese werden unter anderem verwendet, wenn innerhalb eines Klammerausdrucks etwas geklammert werden soll oder um Auslassungen und Einfügungen in Zitaten kenntlich zu machen. In der Linguistik werden Phone in der Regel in eckige Klammern gesetzt. Unicode: U+005B und U+005D.

Beispiele: [ˈbaɪ̯ˌʃpiːlə] (IPA-Lautschrift für „Beispiele“, siehe auch separaten Abschnitt unten); „[AE]“ und „[BE]“ in diesem Absatz, „[sic]“ und „[…]“.

### Geschweifte/geschwungene Klammern (Akkoladen)
{…} : auch Nasenklammern (englisch: braces [AE] oder curly brackets [BE], französisch: accolades) genannt: Diese werden selten verwendet, um mehrere Zeilen zusammenzufassen. Sie haben beispielsweise in Wörterbüchern eine spezielle Bedeutung; zur Verwendung im IPA siehe separaten Abschnitt unten. Unicode: U+007B und U+007D.

### Winkelklammern
⟨…⟩ : auch „spitze Klammern“ genannt (englisch: angle brackets; Unicode: U+27E8 und U+27E9, beziehungsweise siehe unten〈…〉 im Abschnitt CJK-Klammerungen). Sie werden nur selten verwendet. In Wörterbüchern haben sie eine spezielle Bedeutung, etwa wird die (etymologische) Herkunft eines Wortes in Winkelklammern gesetzt, seltener auch Stilangaben in Wörterbüchern. In der Linguistik werden Grapheme und Graphemketten in Winkelklammern gesetzt. Da diese Zeichen im ASCII-Zeichensatz fehlen, werden stattdessen oft die ASCII-Zeichen „Kleiner als“ < und „Größer als“ > (Unicode: U+003C und U+003E; HTML: &lt; und &gt;) benutzt. Letztere werden in der elektronischen Datenverarbeitung oft zur Kennzeichnung von Verknüpfungen verwendet, zum Beispiel bei der Kombination von Name und E-Mail-Adresse: Max Mustermann <max.mustermann@example.com>.

### CJK-Klammerungen
In den CJK-Schriften sind weitere Arten von Klammern gebräuchlich; der Unicode-Zeichenstandard enthält die zusätzlichen Kodierungen dafür.
| 〈〉      | 《》      | 「」      |
| 3008/3009 | 300A/300B | 300C/300D |
| 『』      | 【】      | 〔〕      |
| 300E/300F | 3010/3011 | 3014/3015 |
| 〖〗      | 〘〙      | 〚〛      |
| 3016/3017 | 3018/3019 | 301A/301B |

## Klammern im Internationalen Phonetischen Alphabet

### Schrägstriche
Im Internationale Phonetische Alphabet (IPA) werden Zeichen von zwei Schrägstrichen eingeklammert, um den Anfang und das Ende der phonologischen Transkription anzugeben.

### Eckige Klammern
Das IPA unterscheidet die Eckige Klammer links „[“ und die Eckige Klammer rechts „]“.
Im IPA geben die Zeichen „[“ und „]“ jeweils den Beginn beziehungsweise das Ende der phonetischen Transkription an; sie besitzen die IPA-Nummern 901 beziehungsweise 902 (HTML-Entity &#x5B; = &#91; und &#x5D; = &#93;).

### Geschweifte/geschwungene Klammern
Die geschweiften/geschwungenen Klammern im Internationalen Phonetischen Alphabet zeigen den Anfang beziehungsweise das Ende prosodischer Notation an; (HTML-entities &#x7B; = &#123; und &#x7D; = &#125;).

## Klammern in der Mathematik
In der Mathematik werden Klammern ebenfalls meist paarig eingesetzt, wobei öffnende und schließende Klammer jeweils zueinander spiegelsymmetrisch sind. Es existieren jedoch Ausnahmen, etwa bei Intervallklammern, und auch einzelne, nicht paarige Klammern werden bisweilen verwendet.

### Gruppierungsklammern in Termen
Klammern gruppieren Teilterme und können damit die Rang- und Reihenfolge der Berechnung verändern oder dienen lediglich der optischen Zusammenfassung von Teiltermen. Hier werden üblicherweise runde Klammern verwendet:
| {\displaystyle a+b\cdot c}   | Da die Multiplikation Vorrang hat („Punktrechnung vor Strichrechnung“), bedeutet dies, dass zuerst {\displaystyle b\cdot c} berechnet wird und {\displaystyle a} zu dem Ergebnis addiert wird. |
| {\displaystyle (a+b)\cdot c} | Durch die Klammern wird angezeigt, dass zuerst die Summe {\displaystyle a+b} berechnet werden soll und diese dann mit {\displaystyle c} multipliziert wird.                                    |

Bei komplexen Termen oder wenn spezielle Teilterme kenntlich gemacht werden sollen, können diese mit eckigen Klammern eingefasst werden.
Beispiel:
{\displaystyle \left[(a+b)^{2}-(a+c)^{2}\right]^{2}-\left[(a+b)^{2}+(n^{2}-1)\right]^{2}}
statt
{\displaystyle \left((a+b)^{2}-(a+c)^{2}\right)^{2}-\left((a+b)^{2}+(n^{2}-1)\right)^{2}}
Die typografische Größe einer Klammer wird meist ihrer hierarchischen Stellung angepasst, wie im letzten Beispiel.

### Mengenklammern
Bei Mengendefinitionen werden üblicherweise geschweifte Klammern benutzt:
{\displaystyle M:=\{1,2^{2},3^{3},4^{4},\ldots ,n^{n},\ldots \}\cup \{x\mid x^{2}<2^{x}\}}

### Intervallklammern
Für Intervalle existieren verschiedene Notationen. Die beiden gebräuchlichsten sind im Falle eines offenen Intervalles {\displaystyle A=\{x\mid a<x<b\}} und eines halboffenen Intervalles {\displaystyle B=\{x\mid a\leq x<b\}}:
- {\displaystyle A=\left]a;b\right[\quad B=\left[a;b\right[}
- {\displaystyle A=(a;b)\quad B=[a;b)}

Statt eines Strichpunktes wird oft ein Komma zur Trennung der Intervallgrenzen verwendet, wenn eine Verwechslung mit dem Dezimalkomma ausgeschlossen ist.

### Funktionsargumente
Normalerweise werden Argumente von Funktionen in runde Klammern gesetzt, gelegentlich auch in spitze, um eine bessere Unterscheidbarkeit zu gruppierenden Klammern zu ermöglichen:
{\displaystyle f\left\langle x+y\right\rangle +x(y+z)} statt {\displaystyle f(x+y)+x(y+z)}
In der Variante links ist die Anwendung der Funktion {\displaystyle f} unzweideutig von der Multiplikation (ohne Zeichen) von {\displaystyle x} mit der Summe {\displaystyle y+z} zu unterscheiden.
Anzutreffen ist eine solche Schreibweise vor allem dort, wo in komplex geklammerten Termen verschiedene Funktionen auftauchen, etwa in der Statistik:
{\displaystyle \operatorname {cov} \left\langle X_{1},X_{2}\right\rangle =E\left\langle (X_{1}-E\left\langle X_{1}\right\rangle )(X_{2}-E\left\langle X_{2}\right\rangle )\right\rangle }

### Und-Klammern
Wenn mehrere Aussagen vertikal in einer großen geschweiften Klammer gruppiert werden, bedeutet das, dass diese Und-verknüpft werden. Beispiel:
{\displaystyle \left\{{\begin{matrix}x\geq 3\\x\leq y\end{matrix}}\right\}} ist gleichbedeutend mit {\displaystyle (x\geq 3)\;\wedge \;(x\leq y)}.

### Spezielle Operatoren
Andere ebenfalls paarig verwendete Klammern sind spezielle Operatoren oder Funktionen:
- {\displaystyle \left\lfloor x\right\rfloor } (manchmal auch {\displaystyle [x]}) bezeichnet die größte ganze Zahl kleiner oder gleich {\displaystyle x} („Gaußklammer“)
- {\displaystyle \textstyle \left\lceil x\right\rceil } bezeichnet die kleinste ganze Zahl größer oder gleich {\displaystyle x}
- {\displaystyle \left|x\right|} bezeichnet den Betrag von {\displaystyle x}
- {\displaystyle \langle x\rangle } ist eine Notation für den Mittel- oder Erwartungswert einer Größe
- {\displaystyle \textstyle {\binom {n}{k}}} kann einen Binomialkoeffizienten bezeichnen (wenn {\displaystyle n} und {\displaystyle k} ganzzahlig sind und {\displaystyle n\geq k}) oder eine Matrix, diese Matrix kann einen Vektor darstellen
- {\displaystyle \textstyle s_{n,k}=\left[{n \atop k}\right]} bezeichnet die Stirling-Zahlen erster Art
- {\displaystyle \textstyle S_{n,k}=\left\{\!{n \atop k}\!\right\}} bezeichnet die Stirling-Zahlen zweiter Art
- {\displaystyle \langle \mathbf {x} ,\mathbf {y} \rangle } ist ein Skalarprodukt aus den Einzelvektoren {\displaystyle \mathbf {x} } und {\displaystyle \mathbf {y} }; davon abgeleitet ist die Bra-Ket-Notation.
- {\displaystyle \langle x,y\rangle } bezeichnet auch die Cantorsche Paarungsfunktion.
- {\displaystyle [A,B]=AB-BA} ist der Kommutator der zwei Operatoren {\displaystyle A} und {\displaystyle B}
- {\displaystyle [{\hat {A}},{\hat {B}}]_{+}={\hat {A}}{\hat {B}}+{\hat {B}}{\hat {A}}}, der Antikommutator zweier Operatoren im mathematischen Formalismus der Quantenmechanik. Eine alternative Schreibweise ist {\displaystyle \{{\hat {A}},{\hat {B}}\}}.
- {\displaystyle \textstyle \left\{F,G\right\}=\sum _{i=1}^{n}{\left({\frac {\partial F}{\partial q_{i}}}{\frac {\partial G}{\partial p_{i}}}-{\frac {\partial F}{\partial p_{i}}}{\frac {\partial G}{\partial q_{i}}}\right)}} ist die Poissonklammer, ein bilinearer Differentialoperator in der hamiltonschen Mechanik.
- {\displaystyle [F(x)]_{a}^{b}} ist die Kurzschreibweise des Integrals {\displaystyle \textstyle \int _{a}^{b}f(x)\,\mathrm {d} x} , siehe auch Integralrechnung.
- {\displaystyle (x)_{n},(x)^{n}} bezeichnet die Fallende beziehungsweise Faktorielle. Aber Verwechslungsgefahr mit dem Pochhammer-Symbol, das je nach Autor auch als {\displaystyle x^{(n)}}, {\displaystyle \left(x_{n}\right)} oder {\displaystyle (x,n)} dargestellt wird.

### Ableitungen
Höhere Ableitungen werden oft statt mit Ableitungsstrichen mit einem Exponenten in runden Klammern gekennzeichnet, was die Lesbarkeit verbessert:
{\displaystyle f^{(4)}=f''''\,}
Diese Notation wird ebenfalls verwendet, wenn die Anzahl der Ableitungen selbst über eine Variable oder einen Term ausgedrückt werden soll:
{\displaystyle f^{(n+1)}=f^{(n)}+f^{(n-1)}\,}

## Runde Klammern in statistischen Tabellen
Nach DIN 55301 (Gestaltung statistischer Tabellen) stehen runde Klammern, die eine Wertangabe (Zahl) in einem Tabellenfach umschließen, für „Aussagewert eingeschränkt, da die Zahl statistisch unsicher ist“ als wertergänzende Zeichen, auch Qualitätsanzeigern (im Gegensatz zu wertersetzenden Zeichen), besonders in Tabellen der amtlichen Statistik.

## Klammern in Programmiersprachen
Klammern haben in verschiedenen Programmiersprachen unterschiedliche Bedeutungen. Bestimmte Bedeutungen sind jedoch relativ weit verbreitet:
Runde Klammern:
- Festlegung der Berechnungsreihenfolge in Termen (wie in der Mathematik)
- Funktionsargumente
- Typumwandlungs-Operator (z. B. in C und C++)
- Index-Zugriff auf Arrays (z. B. in BASIC)
- Listenbildung (z. B. in LISP und verwandten Sprachen)
- Kommentarbegrenzungen (z. B. in Forth)
- doppelte runde Klammern werden von gcc für Attribute benutzt.

Eckige Klammern:
- Index-Zugriff auf Arrays (z. B. in C und verwandten Sprachen)
- Listenoperationen (z. B. in Python, Logo und einigen anderen)
- Syntaktisches Element zum Einleiten eines Lambda-Ausdrucks; enthält ggf. die Catch-Clause des Lambda-Ausdrucks (in C++11)
- doppelte eckige Klammern werden in C++11 für Attribute benutzt.

Geschweifte Klammern (auch: „geschwungene Klammern“):
- Blockgrenzen (z. B. in C, C++, Java, JavaScript, PHP, LilyPond)
- Array- und Struktur-Literale (C, C++, Java)
- Kommentare (Pascal/Delphi)
- Precompiler (Pascal/Delphi)
- Hash-Zugriff (Perl)
- Hash-Literale (Ruby)
- Dictionary (Python)[7]

Spitze Klammern (ausschließlich die ASCII-Zeichen < und >):
- Template-Argumente (z. B. in C++, Java ab Version 1.5)
- Tag-Begrenzer (z. B. in SGML, HTML, XML)
- Feldsymbole (ABAP)

## Klammern als grafische Elemente
Klammern, insbesondere die runde Klammer, werden in Emoticons verwendet, beispielsweise um einen lachenden Mund zu symbolisieren (wie in „:-)“).